# Markthalle Murat (Cantal)

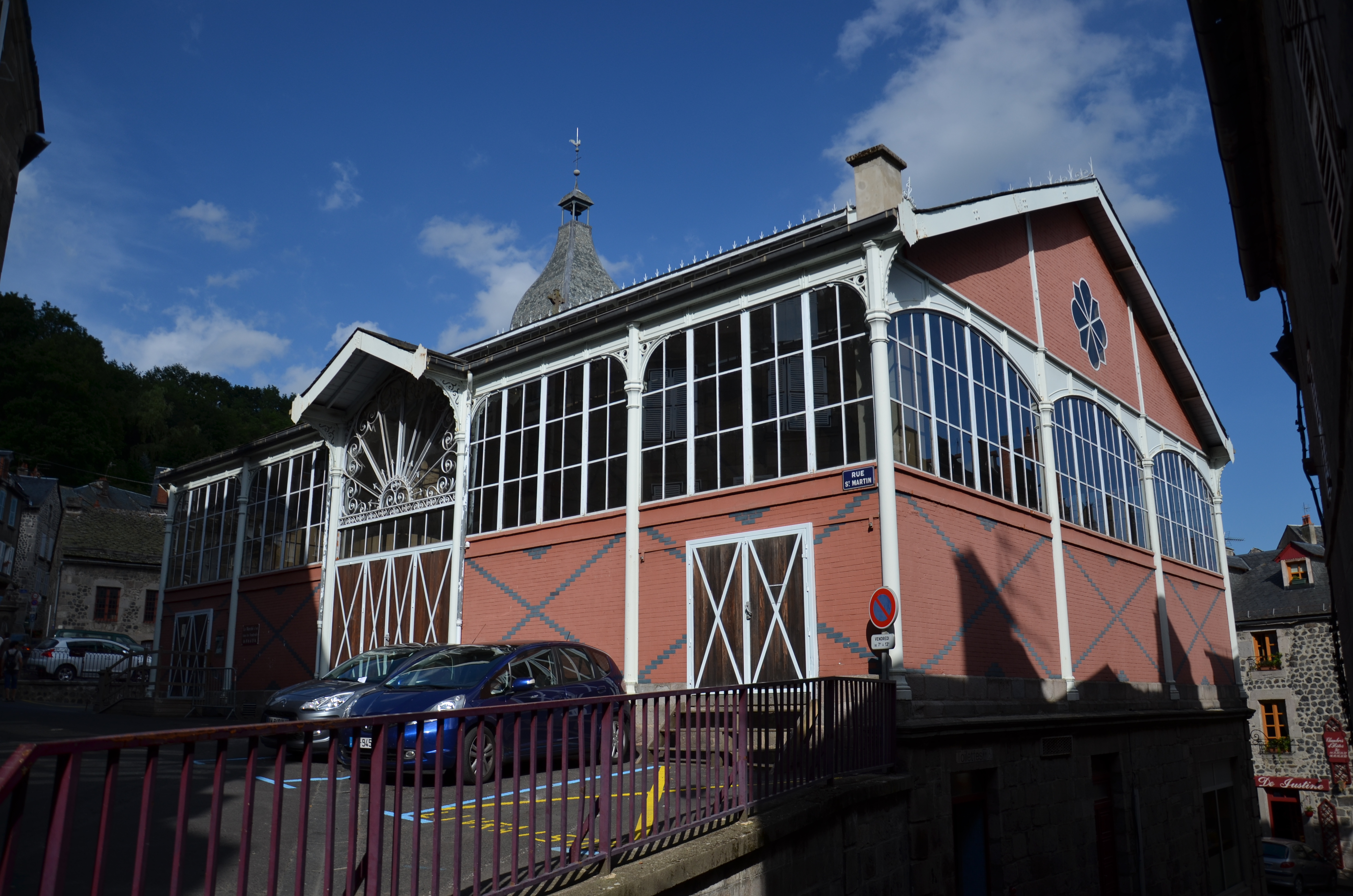
Markthalle in Murat

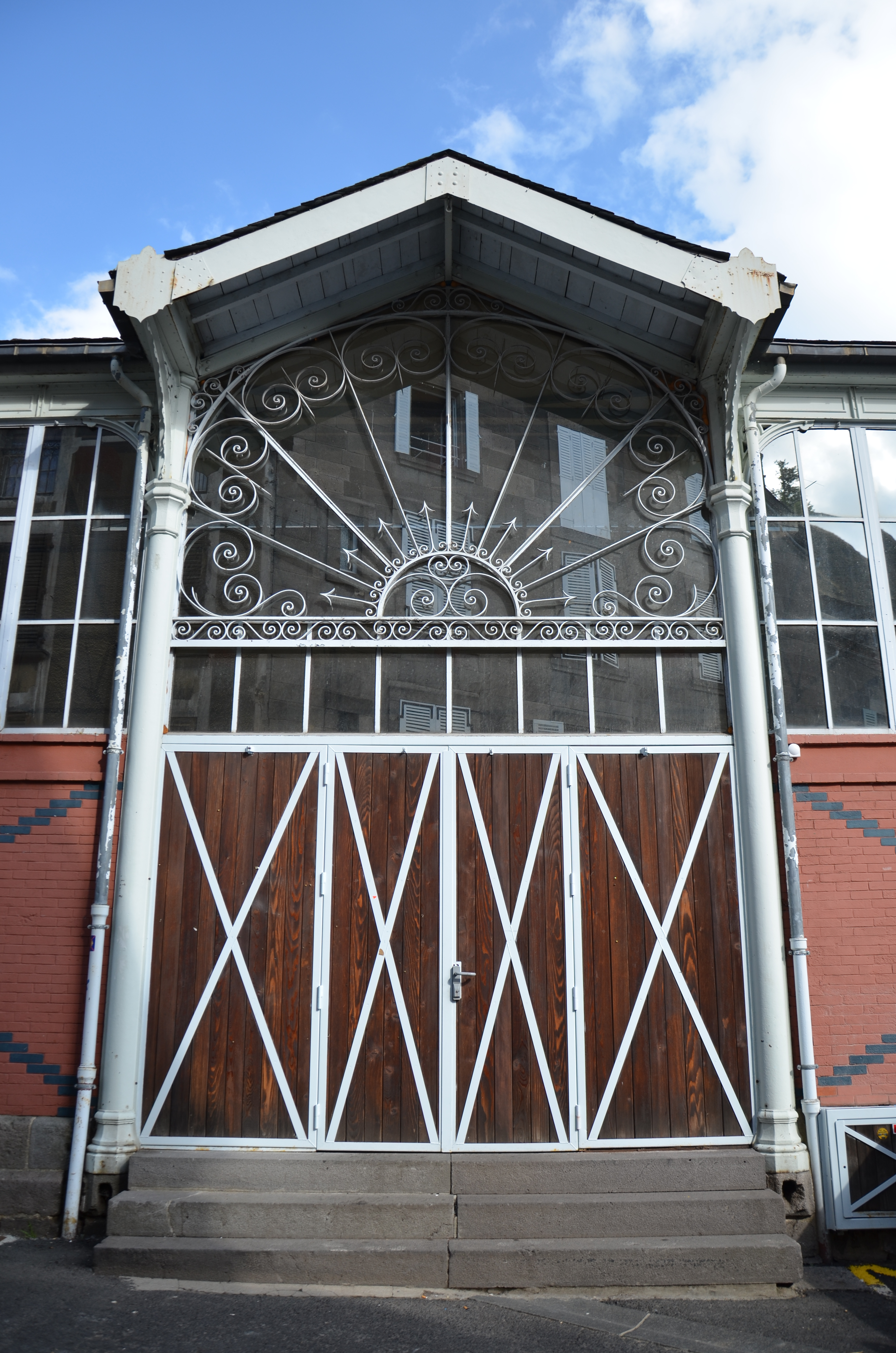
Eingang

Die Markthalle in Murat, einer französischen Gemeinde im Département Cantal in der Region Auvergne-Rhône-Alpes, wurde 1890 errichtet. Die Markthalle steht seit 1991 als Monument historique auf der Liste der Baudenkmäler in Frankreich.
Das Gebäude ist eine typische Stahlkonstruktion, wie sie zu dieser Zeit nach dem Vorbild von Victor Baltard (1805–1874) in vielen Gemeinden in Frankreich gebaut wurden.
Im Jahr 1988 wurde die Markthalle umfassend renoviert.